# Casentino

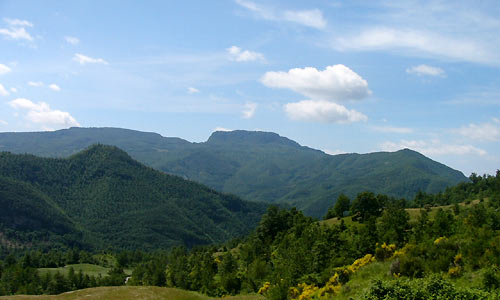
Park Narodowy w Casentino

Casentino – dolina w Toskanii we Włoszech, przez którą przepływa rzeka Arno (jej górny bieg).
Casentino jest jedną z czterech głównych dolin, na którą podzielona jest włoska prowincja Arezzo. Monte Falterona (1654 m n.p.m.), z którego podnóży wypływa Arno, wyznacza jej północną granicę od strony Romanii. Alpe di Serra i Alpe di Catenaia oddzielają Casentino od wschodu od Valtiberina. Granicę zachodnią stanowi masyw Pratomagno (najwyższe wzniesienie 1592 m n.p.m.), za którym rozciąga się dolina Valdarno.
Casentino ma formę elipsy, dłuższa średnica ma długość 60 km, krótsza 30. Charakteryzuje się zróżnicowanym pejzażem: na terenie górzystym występują przede wszystkim lasy, które zastąpione zostają przez równiny i niewysokie wzgórza z polami u ujścia doliny. Krajobrazy Casentino skłoniły św. Franciszka w XIII w. do wybrania La Verny na miejsce swojego odosobnienia, jak również św. Romualda do założenia eremu w Camaldoli.
Dolina Casentino z administracyjnego punktu widzenia podzielona jest na 13 gmin (wł. comune) tworzących Wspólnotę Górską Casentino (wł. Comunità Montana del Casentino). Są to: Bibbiena, Capolona, Castel Focognano, Castel San Niccolò, Chitignano, Chiusi della Verna, Montemignaio, Ortignano-Raggiolo, Poppi, Pratovecchio, Stia, Subbiano oraz Talla. Ważniejsze miasta Casentino to Poppi i Bibbiena.